# Hubert Hermans

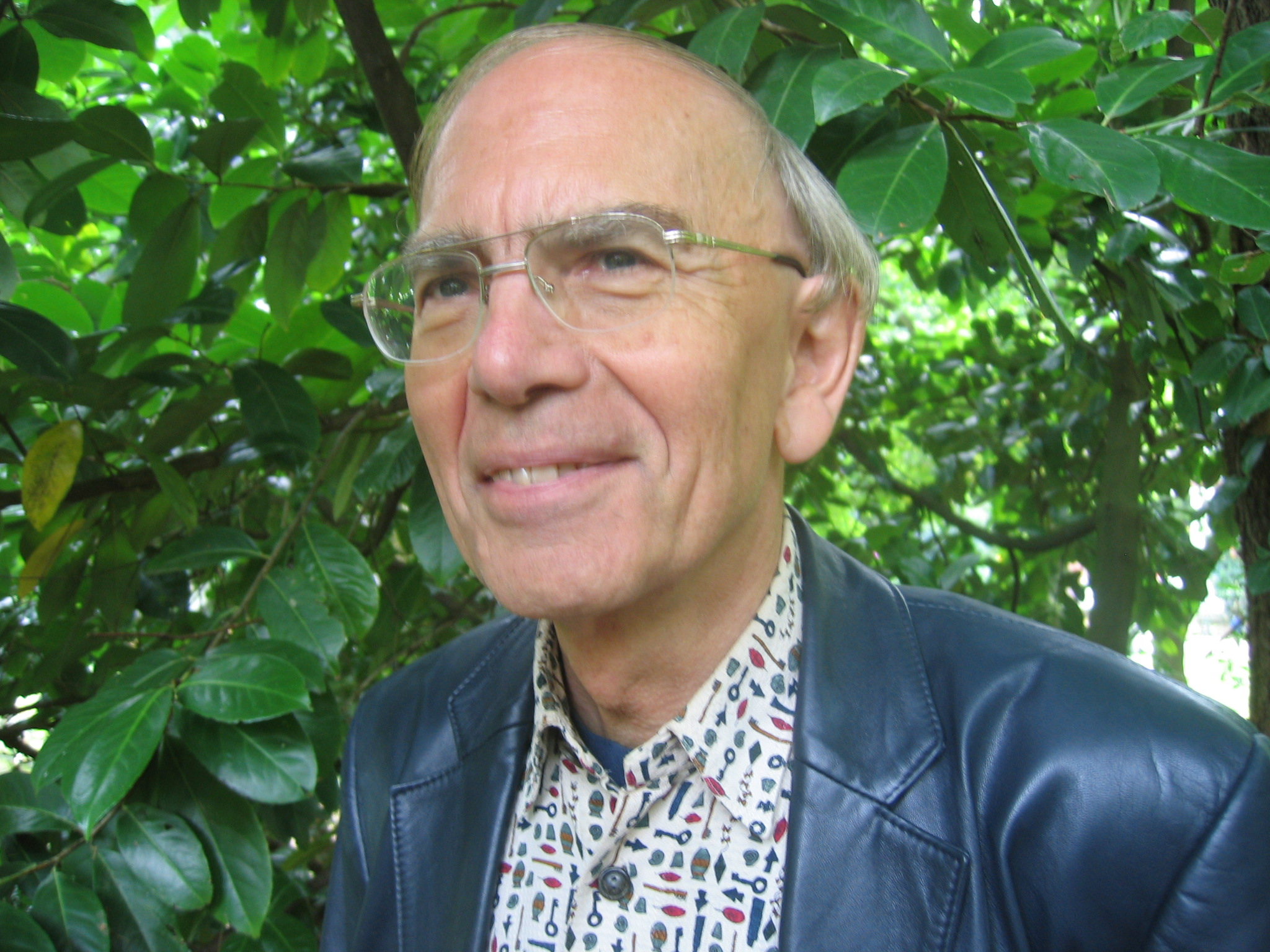
Hubert Hermans

Hubertus Johannes Matthias Hermans (Maastricht, 9 oktober 1937) is een Nederlandse psycholoog en emeritus hoogleraar in de persoonlijkheidsleer aan de Radboud Universiteit te Nijmegen, internationaal bekend als ontwikkelaar van de zogenaamde "dialogical self theory":

## Levensloop
Hermans is een zoon van een bakkersechtpaar in Maastricht. In de periode 1960-1965 studeerde hij psychologie aan de toenmalige Katholieke Universiteit van Nijmegen, de latere Radboud Universiteit. In 1967 promoveerde hij op het proefschrift "Motivatie en Prestatie".
Vanaf 1965 was Hermans als staflid werkzaam aan het psychologisch laboratorium van de Universiteit van Nijmegen. In 1973 werd hij benoemd tot lector in de persoonlijkheidsleer en vanaf 1980 tot hoogleraar in hetzelfde vakgebied aan dezelfde universiteit tot zijn emeritaat in 2002.
Voor zijn wetenschappelijke verdiensten voor de samenleving werd Hermans in 2002 benoemd tot Ridder in de Orde van de Nederlandse Leeuw. In 2017 werd hij benoemd tot buitenlands lid van de Koninklijke Vlaamse Academie van België voor Wetenschappen en Kunsten. Hij is Honorary President van de International Society for Dialogical Science. Zijn boek Dialoog en Misverstand (2006) werd gebruikt bij de voorbereiding van het kabinet Balkenende-4 in 2007.
Van 1961 tot 2007 was Hermans gehuwd met Els Hermans-Jansen, een psychotherapeute, met wie hij samenwerkte bij het ontwikkelen van de Zelfkonfrontatiemethode (ZKM). Van 2008 tot 2013 was hij gehuwd met Agnieszka Hermans-Konopka, die in Warschau promoveerde op een onderzoek naar emoties met behulp van de ZKM. Zij werkten samen bij het verder ontwikkelen van de Dialogical Self Theory in het International Institute for the Dialogical Self (IIDS).

## Werk

### Psychologische tests
Uit zijn proefschrift zijn twee psychologische tests uit voortgekomen
- de Prestatiemotivatie-Test (PMT) uit 1968, en
- de Prestatie-Motivatie-Test voor kinderen (PMT-k) uit 1971.

Deze tests werden vaak toegepast in het Nederlands taalgebied, zowel in bedrijfsconsulting als in opvoedings- en onderwijscontext.
Als reactie op het statische en onpersoonlijke karakter van psychologische tests, ontwierp hij de zogenaamde zelfkonfrontatiemethode (ZKM) in 1974. Toepassing van deze methode in de praktijk leidde in 1996 tot de oprichting van de ZKM Vereniging die ruim 250 leden kent.

### Dialogical Self Theory
Hermans beijvert zich voor onderzoek en ontwikkeling van dialogische relaties niet alleen tussen individuen, groepen en culturen, maar tevens tussen de verschillende ‘ik-posities’ die zich binnen het dialogische zelf van het individu aftekenen. Hij is de overtuiging toegedaan dat dialogische relaties tussen individuen, groepen en culturen enkel mogelijk zijn als het individu in staat is tot productieve dialogische relaties met zichzelf.
In de jaren negentig ontwierp hij de Dialogical Self Theory, die een verbinding vormt tussen het Amerikaanse pragmatisme van William James en de Russische dialogische school van Michail Bachtin.
In dat licht worden tweejaarlijkse International Conferences on the Dialogical Self georganiseerd. Sinds 2002 is Hermans president van de International Society for Dialogical Science (ISDS) waarin de Dialogical Self Theory centraal staat. Van 2006 tot 2018 was hij  hoofdredacteur van de International Journal for Dialogical Science (IJDS). Sinds 2018 is hij redacteur van de sectie Dialogical Self Theory van de Journal of Constructivist Psychology. Een aantal van zijn publicaties werd vertaald in het Engels, Spaans, Portugees, Italiaans, Duits, Pools, Russisch en Japans.

## Trivia
In 1980 kwam Hermans in aanvaring met het toenmalige hoofd van de afdeling Volkskunde van het Meertens Instituut J.J. Voskuil, naar aanleiding van een boek dat Hermans schreef over het blazen van de midwinterhoorn. De polemiek werd uitgevochten in het Volkskundig Bulletin (juni 1981) en leidde tot de opname van een personage in Voskuils boek Het Bureau.